# Bistum Canindeyú
Das Bistum Canindeyú (span.: Diócesis de Canindeyú) ist eine in Paraguay gelegene römisch-katholische Diözese mit Sitz in Katueté im Departamento Canindeyú an der Grenze zu Brasilien.

## Geschichte
Papst Franziskus errichtete das Bistum Canindeyú am 10. Februar 2024 aus Gebietsanteilen des Bistums Ciudad del Este und unterstellte es dem Erzbistum Asunción als Suffragandiözese. Zum ersten Diözesanbischof ernannte der Papst mit gleichem Datum Roberto Carlos Zacarías López, bis dahin Generalvikar des Bistums Ciudad del Este. Kathedrale des Bistums ist die Herz-Jesu-Kirche in der Kleinstadt Katueté.